# Galeria królewska

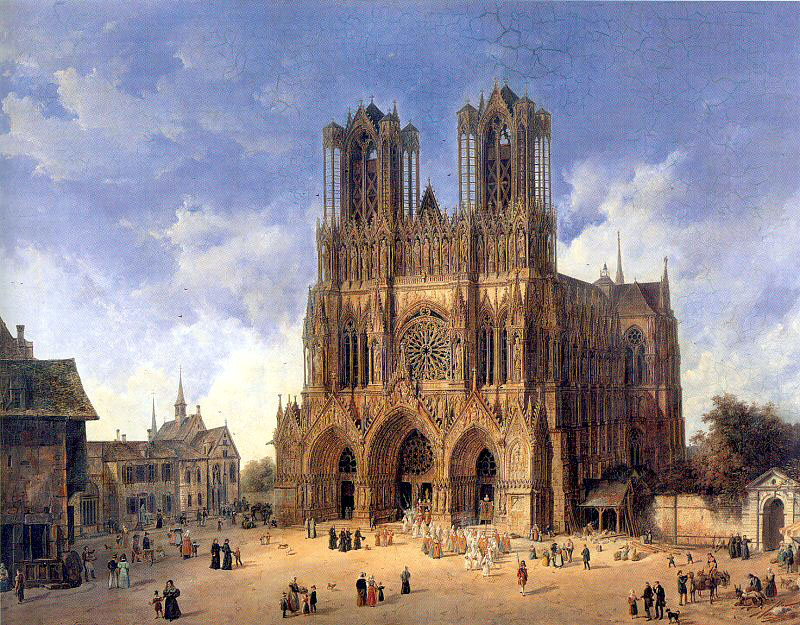
Reims. Katedra

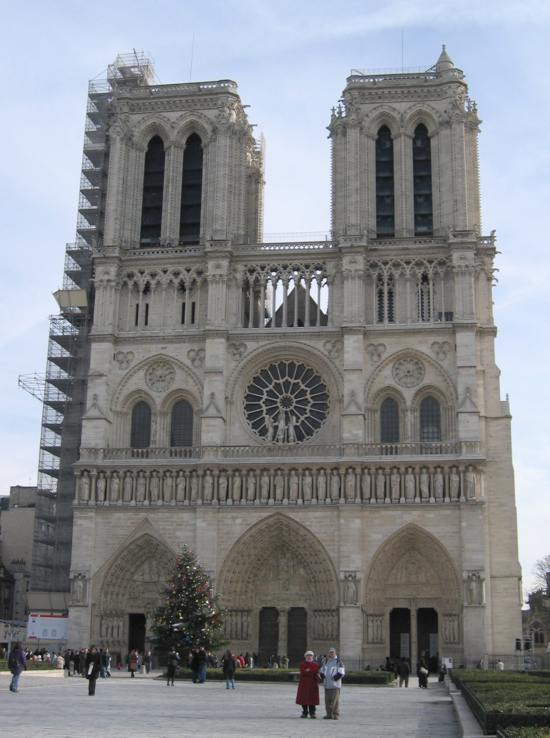
Paryż. Katedra

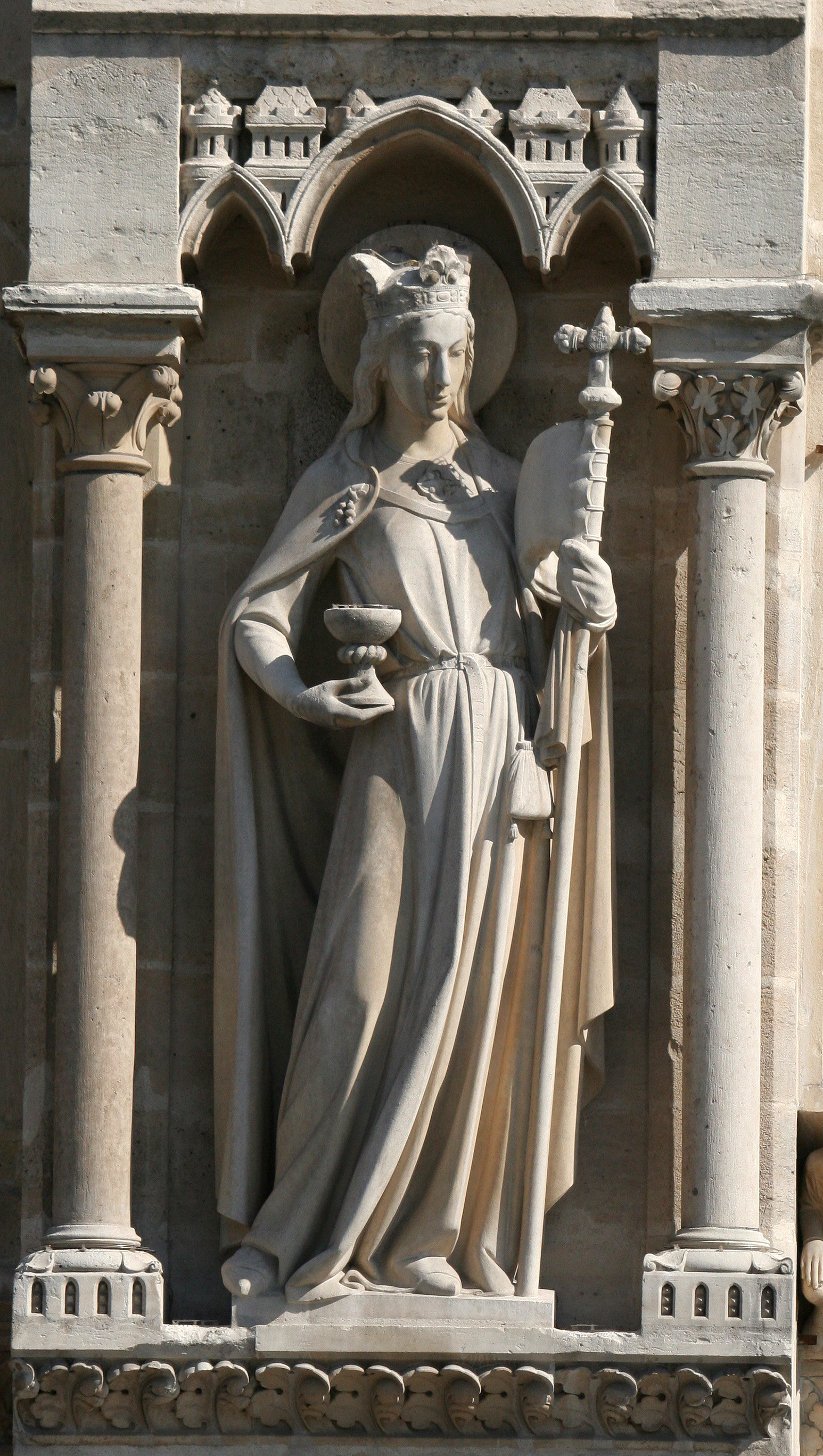
Postać z galerii

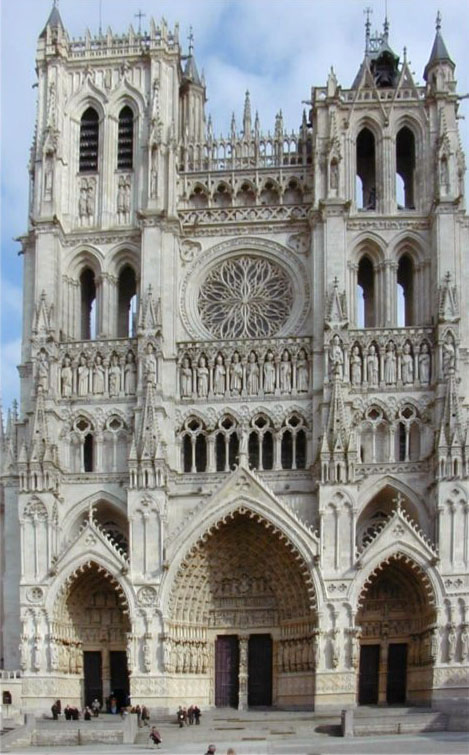
Amiens. Katedra

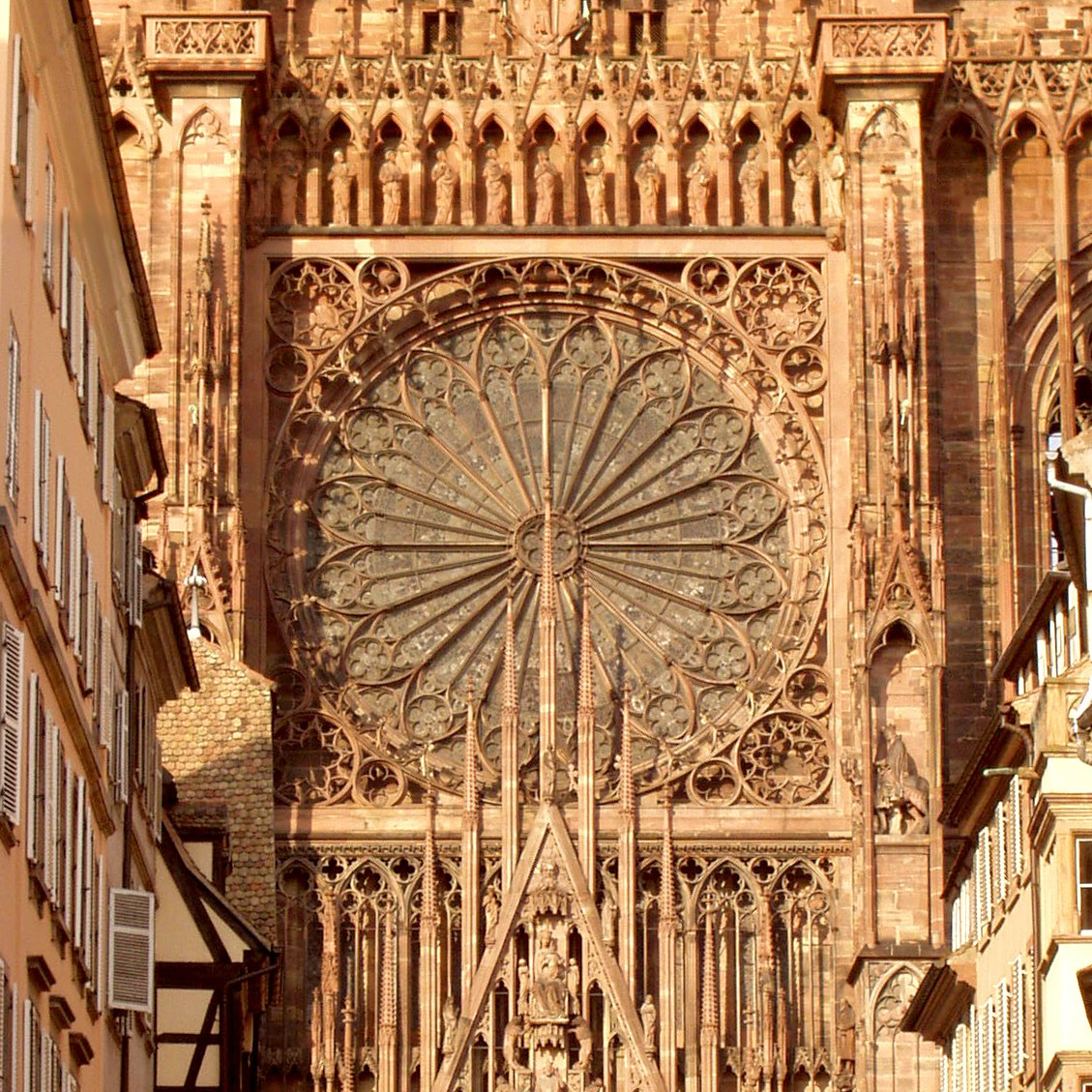
Strasburg. Katedra

Galeria królewska, inaczej Galeria królów (franc. Galerie des rois) – horyzontalnie zorientowany rząd rzeźb na fasadach budowli gotyckich.
Galerie królewskie stanowiły szczególny rodzaj ozdabiania fasady katedry. Składały się nań arkady i rzeźby figuralne. Stanowiły bardzo bogatą dekorację, stąd umieszczane były tylko w budowlach o wielkim znaczeniu – w katedrach.

## Historia
Ściany zewnętrzne kościołów zawsze były ozdabiane. Szczególnie ściany fasad. Jednym z elementów ozdabiania była tzw. arkatura (inaczej fryz arkadowy). Arkatura była ślepą arkadą (czyli nie obramiała otworu w ścianie). Inaczej było z galeriami. Galerie były otwartymi (do wnętrza kościoła), wewnętrznymi balkonami. W ścianie fasadowej otwory wychodzące na galerię zamykano arkadami. W przestrzeni pomiędzy tymi arkadami ustawiano figury królów, biskupów i świętych.
Taki typ zdobnego arkadowania galerii był charakterystyczny dla katedr francuskich powstałych w gotyku. Czas ten określono później jako wiek wielkich katedr.
Nie zawsze w galerii ustawiano figury królów: galeria katedry w Strasburgu nazywana jest Galerią Apostołów, od figur apostołów ustawianych zamiast figur królów.